# ناوشکن کلاس اکرون
ناوشکن کلاس اکرون (به انگلیسی: Acheron-class destroyer) یک کلاس از کشتی است.